# 카차 리만
카차 리만(Katja Riemann, 1963년 11월 1일 ~ )은 독일의 배우이다.

## 출연 작품
- 완벽한 주인 (2018)
- 하이 소사이어티 (2017)
- 괴테스쿨의 사고뭉치들 3 (2017)
- 텍스트 포 유 (2016)
- 다시 사랑할 수 있을까 (2015)
- 괴테스쿨의 사고뭉치들 2 (2015)
- 그가 돌아왔다 (2015)
- 어긋난 세계 (2015)
- 커밍 인 (2014)
- 엔젤 오브 데스 - 반리우벤스 세컨드 케이스 (2013)
- 괴테스쿨의 사고뭉치들 (2013)
- 로스트 인 시베리아 (2012)
- 주말 (2012)
- 포스터 보이 (2011)
- 런어웨이 호스 (2007)
- 나의 영도자 - 아돌프 히틀러에 관한 진실 (2007)
- 상하이 베이비 (2007)
- 블러드 앤 초콜렛 (2007)
- 나는 또 다른 여자다 (2006)
- 아그네스와 그의 형제들 (2006)
- 로젠스트라시 (2003)
- 마녀 비비 (2002)
- 코미디언 하모니스트 (1997)
- 밴디트 (1997)
- 블랙 머니 워 (1996)
- 움직이는 남자 (1994)
- 꼬마 탐정 트루디 (1992)